# Machineman
Seiun Kamen Machineman (星雲仮面マシンマン, Seiun Kamen Mashinman, traduzido como Máscara Nebulosa Machineman) é uma série do gênero tokusatsu produzida pela Toei Company e exibida no Japão entre 13 de janeiro e 28 de setembro de 1984 pela NTV (Nippon TV). Contava as aventuras de Nikku, estudante universitário vindo do planeta Ivy, do aglomerado estelar das Plêiades para estudar o comportamento dos seres humanos habitantes da Terra. Criada por Shotaro Ishinomori (que se inspirou no super-herói norte-americano Super-Homem, embora nem Shotaro nem a Toei tenham confirmado essa informação). Possui 36 episódios ao todo (sendo 35 episódios normais + 1 episódio com o resumo da série) e foi exibida no Brasil pela Bandeirantes em 1990, pela Record em 1993 e posteriormente também na NGT. A série também passou pela TV Guaíba em 1994, que na época em que a Record sequer tinha uma afiliada no estado, detinha os direitos de algumas séries no estado que no resto do país eram comprados pela rede.

## História
Viajando na nave Space Colony, Nikku é acompanhado por um robozinho voador chamado Ball Boy, o qual foi construído segundo o formato de uma bola de beisebol. Usando o nome humano de Ken Takase, ele acaba salvando de um acidente a bela fotógrafa Gunko Hayama, a qual se apaixona logo no primeiro episódio da série. Gunko estava tirando fotos para uma matéria sobre um prédio que havia desabado misteriosamente. Mais tarde, ela e Ken descobrem que tudo fora obra da organização Tentáculo, uma gangue liderada pelo inescrupuloso Professor K. O velhinho é um homem que odeia crianças e quer fazer de tudo para acabar com elas. Diferente dos vilões convencionais, o Professor K não pretendia dominar o mundo, apenas se livrar das crianças só porque tinha alergia a elas, tendo constantes crises de espirro. Então, para proteger sua amada Gunko e as criancinhas da Terra, Nikku resolve usar sua avançada tecnologia e seus poderes sobre-humanos, assumindo a alcunha de Machineman. O que pode parecer uma mera espada de esgrima é na verdade uma poderosa espada que, quando energizada, dá cabo dos robôs mais mortíferos do Professor K e de seus agentes humanos, mas no caso desses, marcava no peito uma marca em forma de M (parecido com o Z do Zorro) e usava um raio que apagava o mal, tornando-as pessoas de bem. Além da espada e sua capa transparente, Machineman conta com o veloz carro Dolphin que podia se transformar num jato, o Dolphin-Jet.
Alguns episódios à frente, Machineman consegue desmantelar a organização do Professor K. Mas justamente quando o herói achou que poderia comemorar, eis que surge sua sobrinha, Lady M. Ao lado do seu fiel servo TonChinkan, ela funda uma nova gangue: o Polvo. Assim como o tio, ela também odeia crianças - tanto é que tem alergia todas as vezes que se aproxima delas, ficando com um enorme nariz vermelho. Mas suas artimanhas e servos robóticos também não conseguem dar cabo de Machineman. No final da série, o desaparecido Professor K retorna, trazendo a maior ameaça que nosso herói já enfrentara: Golden Monsu, versão fortalecida do primeiro robô que ele enfrentou. Machineman usa, pela primeira e única vez, o Dolphin como uma arma e com ele consegue derrotar Golden Monsu, fazendo o Professor K e Lady M fugirem para sempre da Terra.

## Personagens[3]
- Ken Takase (Nikku)/Machineman: é o protagonista e o herói da série. É um estudante universitário vindo do planeta Ivy, do aglomerado estelar das Plêiades, para estudar o comportamento dos seres humanos habitantes da Terra. A princípio, ficaria na Terra por sete dias; porém, ao conhecer e se apaixonar à primeira vista por Gunko e para proteger as crianças das organizações Tentáculo/Polvo, ele amplia sua estadia por tempo indeterminado. Passa a utilizar o nome "Machineman" após salvar Gunko e esta lhe dar esse nome ao final do primeiro episódio. Ele possui várias habilidades surpreendentes, tais como: super-força, super-agilidade, velocidade, visão de raio x, super-audição, entre outras. No final da série, quando não consegue capturar Professor K e Lady M, admite que foi tapeado. A seguir, junto com Ball Boy, ele volta ao seu planeta natal para poder ter tempo hábil de defender sua Tese de Doutorado; porém, devido ao seu amor por Gunko, deixa uma carta para ela dizendo que retornará à Terra.
- Ball Boy: é o melhor amigo de Ken/Machineman. Um robozinho voador que tem a forma de uma bolinha de beisebol. Curiosamente, em um dos episódios, ele afirma que em seus arquivos não consta nada sobre beisebol. Geralmente, durante a luta contra os inimigos, Machineman usa uma técnica chamada Bola Guerreira (Fighting Ball, no original) na qual joga Ball Boy em direção ao adversário. No episódio 13 ele fica bastante danificado devido a um golpe de espada desferido pelo monstruoso robô Monsu, do Tentáculo, mas Machineman consegue consertá-lo.
- Gunko Hayama (Maki Hayama, no original): uma bela e esperta fotógrafa/jornalista do jornal Shukan Hit. No primeiro episódio da série, ela se envolve em um acidente de trânsito com Ken e posteriormente se tornam amigos, passando então a ajudá-lo a investigar os planos maléficos das organizações tentáculo/polvo. A princípio, ela imediatamente se apaixona por Machineman (exatamente como Lois Lane e Superman); mas apaixona-se por Ken alguns episódios mais tarde (no episódio 28 - "As pílulas do amor", o sentimento que Ken e Gunko sentem um pelo outro fica evidente). No final da série, após ler a carta que Ken deixou e avistar a nave Space Colony, percebe que Ken e Machineman são a mesma pessoa, e diz que vai esperar pela sua volta.
- Tetsuo Hayama (Masaru Hayama, no original): irmão mais novo de Gunko, um estudante da quarta série, tem 10 anos de idade. Geralmente serve como vítima do Tentáculo/Polvo, mas sempre é salvo por Machineman.
- Miyu, Sanjirou, Yuma, Kazu: são os amigos de Tetsuo.
- Hideaki: Aparece a partir do episódio 8. É um garoto que sonha em ser jogador profissional de beisebol.
- Dentai (Kintai, no original): surge no episódio 5. É um vendedor de frutas apaixonado por Gunko. Suas tentativas de conquistá-la sempre são frustradas, pois geralmente tenta impressioná-la e acaba se atrapalhando e estragando tudo. É interpretado por Joe Onodera, filho de Shotaro Ishinomori, criador da série.
- Chefe Henshû: é o chefe de Gunko e Remiko no Shukan Hit. Preguiçoso e sensacionalista, é o estereótipo do jornalista que espera que os subordinados trabalhem para ele. Pensa apenas em aumentar as vendas do jornal e em dinheiro, chegando inclusive a publicar uma falsa entrevista com Machineman. Sempre briga com Remiko por causa dos cafés e das comidas que ela serve (que nunca estão como ele pediu) e com Gunko pelas trapalhadas cometidas por ela.
- Remiko: a servente do Chefe Henshu.

### Grupos Criminosos

#### Tentáculo
- Professor K: Líder da organização Tentáculo. Sua maior intenção é se livrar das crianças nas quais tem alergia toda vez que as vêem. Ele passa o maior tempo da série pintando um quadro diferente e conversando com Arara. Após a destruição de Monsu, ele viaja para Espanha apenas para tentar esquecer de sua derrota. E retorna no final trazendo um servo poderoso, Golden Monsu. No fim, ele vai embora com sua sobrinha para um lugar indefinido.
- Monsu: Braço-direito de Professor K. Ele sempre age invocando os capangas ou lutando contra Machineman. Armado com uma espada de lâminas bastardas e um escudo com lâminas ao redor e capaz de soltar seu punho com um jato. É destruído por Machineman no episódio 17 ("O Desafio"), causando muita tristeza ao professor K. No final foi reconstruído com sua nova forma,  Golden Monsu, que acaba destruída por Machineman, levando os dois tipos de corte Efeito Cósmico (Z e X).
- Arara: papagaio-robozinho de estimação do Professor K. Sempre estão conversando juntos. Seu destino ao final da série é incerto.
- Andróides: Cada episódio Machineman luta contra um robô diferente. São todos parecidos na aparência, o que fazem diferenciá-los são as armas nas quais utilizam em seus punhos direitos. E todos eles possuem a capacidade de disfarçarem-se de pessoas normais.

##### Outros
- Falsos Pais (ep. 6): Foram contratados por K para enganar Miyu dizendo a ela que são seus pais verdadeiros.
- Trio Karatê (ep. 7): Trio de lutadores formados por Nozumi (representa o tigre armado com uma espada ); Tobi (representa o dragão, armado com nunchakus); Yuma (representa a águia, armado com naginata). São derrotados e deixados para serem presos por Machineman.
- Onin (ep. 10): Um samurai que, por conta de ambição por dinheiro, ele trabalha para o Tentáculo. Luta contra Machineman mas no fim, ele se desculpa por tudo depois de ser purificado.
- Sósia do Professor K (ep. 13): Junto com K, eles querem se livrar das crianças. O único diferencial dele é que soluça quando vê crianças ao invés de espirrar. Graças ao Raio de Transformação de Machineman, é curado do soluço e passa amar as crianças.
- Criatura dos Sonhos (ep. 15): Um ser na forma de robô que invadiu os sonhos das crianças. Mas no fim, tudo foi resolvido por causa de Machineman.

#### Polvo
- Lady M: Aparece a partir do episódio 20. É a sobrinha do Professor K que, junto com seu servo TonChinKan, ela funda a organização Polvo. Toda vez que ela vê alguma criança, seu nariz fica vermelho, sinal de alergia. No fim, ela vai embora com seu tio para um lugar indefinido.
- TonChinKan: Aparece a partir do episódio 20. É o servo de Lady M. Sua técnica principal é dar cabeçadas no oponente. Tanto que sua cabeça é capaz de quebrar concreto. É derrotado e purificado no fim.
- Arara: Desta vez, ele retorna junto de Lady M e TonChinKan servindo apenas como um "mascote falador" como era com o Professor K.
- Andróides: Cada episódio Machineman luta contra um robô diferente. São todos parecidos na aparência, o que fazem diferenciá-los são as armas nas quais utilizam. E todos eles possuem a capacidade de disfarçarem-se de pessoas normais.

##### Outros
- Ladra Black Cat (ep. 20): Seu nome verdadeiro é Kurostumi. É muito ágil e rápida, já que é uma gatuna profissional. Ela não foi purificada pelo Raio de Transformação de Machineman.
- Sir Thomaz (ep. 21): É um ladrão-ilusionista profissional que foi contratado por Polvo. Ele sempre jogava cartas sobre o oponente derrotado.
- Palhaço Piero (ep. 22): Palhaço contratado por TonChinKan.
- Wore (ep. 23): Um famoso ladrão contratado por Polvo. O personagem é uma paródia ao herói Zorro. É armado com um florete capaz de soltar fios para amarrar o oponente. No fim, ele se joga no mar, é incerto saber se ele fica vivo ou não.
- Samaru (ep. 24): Um poderoso ninja contratado por Polvo. Ele surge para acabar com um traidor de seu grupo, o velho Hantaro. É armado com uma katana, shurikens e possui a habilidade de soltar chamas através de sua boca.
- Homem-Múmia (ep. 25): Um bandido que se fantasia de múmia. Suas técnicas principais são Faixas Mortais, o único jeito de amarrar o oponente e Faixa Porrete sua arma.
- Marion (ep. 26): Ele assombrava e controlava as crianças através de seus fantoches, citando o seguinte poema: "Apele, filha de Apolo, fez uma pele de pelo de palha, e todos os peixes vieram num pulo para ver a pele de pelo de palha feita por Apele, filha de Apolo".
- Capitão Hook (ep. 29): Junto com o andróide Devilman, Hook surge com intenção de roubar um tesouro escondido numa ilha.

## Armas[3]
- Máquina Dolphin (Machine Dolphin): Através desse automóvel que Ken se transforma. Primeiro, ele usa um dispositivo e chama o tal carro através de ondas espaciais. Daí dentro do carro se torna Machineman. Através da forma de carro pode soltar um nitro e voar a longas distâncias. Mas no modo Jato (Dolphin Jet) seu voo é de maior distância.
- Espada de Luz (Laser Saber): a espada de Machineman, com a qual destrói seus inimigos. Possui a forma de um florete. Ele usa um corte em forma de M nas pessoas apenas para deixá-las inconscientes. E nos robôs usa a técnica Efeito Cósmico (Machine Thunder) que até o episódio 7 era com corte X. Do episódio 8 em diante começou a usar corte Z em referência ao herói Zorro. E também, usa a técnica Tela de Luz para proteger qualquer pessoa de uma ataque inimigo. A espada é tão poderosa que sem usar sua forma de laser, ela corta uma rocha, como visto no episódio 17.
- Máquina Pistola (Warp Throttle):  pistola laser de Machineman. Além do tiro Raio Laser, pode-se usar o Raio Congelante.
- Raio de Transformação (Catharsis Wave): Através de sua mão direita, Machineman o solta e faz com que transforme o mal em bondade nos corações das pessoas más.
- Fulminador (Exceed Punch): um raio lançado pelo atrito das mãos, utilizando para atordoar o oponente.
- Visão de Raio-X: através do visor embutido em seu capacete, Machineman pode ver um corpo através de outro.

## Elenco

### Atores japoneses[6]
- Ken Takase/Nikku/Machineman - Osamu Sakuta
- Professor K - Eisei Amamoto
- Gunko - Kiyomi Tsukada
- Tetsuo - Kazuhiko Ohara
- Dentai - Joe Onodera
- Lady M/Meiko - Chiaki Kojo
- Ball Boy (voz) - Machiko Soga
- TonChinKan - Usaburo Oshima
- Tetsujin Monsu/Golden Monsu (voz) - Toku Nishio
- Chefe Henshû - Han Eto
- Remiko - Yuko Murakoshi
- Machineman (dublê) - Jun Murakami
- Narrador - Osamu Kobayashi

### Dubladores brasileiros
- Ken Takase/Machineman - Eduardo Camarão
- Gunko Hayama - Rosana Garcia
- Tetsuo Hayama - Hermes Barolli
- Ball Boy - Zezinho Cutolo
- Chefe Kako - Oswaldo Boaretto
- Dentai - Élcio Sodré e  Sérgio Rufino (apenas no episódio 9)
- Professor K - João Paulo Ramalho
- Lady M - Zodja Pereira
- TonChinKan - João Francisco
- Monsu - Luiz Antônio Lobue
- Arara - Nelson Machado
- Narrador - Carlos Alberto Amaral
- Estúdio - Álamo

## Lista de episódios[4]
1. Os Livros Apagados (教科書真っ白事件, Kyōkasho Shoshin Masshiro Jiken)
2. Lágrimas de Crianças (涙は虹色のダイヤ, Namida wa Nijiiro no Daiya)
3. As Agressões ao Mundo dos Esportes (アイドルをつぶせ, Aidoru o Tsubuse!)
4. O Resfriado das Batatas (魔法の石焼きイモ, Mahō no Ishiaki Imo)
5. O Selo Raro (三億円の切手泥棒, San'okuen no Kitte Dorobō)
6. Os Falsos Pais (私、ママの子供?, Watashi, Mama no Kodomo?)
7. Vontade de Viver (香港空手危うし健, Honkon Karate Ayaushi Ken)
8. A Poeira Cósmica (野球少年の秘密, Yakyū Shōnen no Himitsu)
9. O Homem da Capa Preta (髭のはえた女の子, Hige no Haeta Onna no Ko)
10. O Samurai (テレパシー大作戦, Terepashii Dai Sakusen)
11. O Míssil (とんだアルバイト, Tonda Arubaito)
12. O Mágico (子供が消えていく, Kodomo ga Kieteiku)
13. O Sósia (Kのそっくりさん, Kei no Sukkuri-san)
14. A Fuga de Ball Boy (ボールボーイ家出, Bōru Boi Iede)
15. Os Sonhos Controlados (悪魔のプレゼント, Akuma no Purezento)
16. O Rapto de Gunko (真紀はネズミ嫌い, Maki wa Nezumi Kirai)
17. O Desafio (鉄人モンスの最後, Tetsujin Monsu no Saigo)
18. As Máscaras (のっぺらぼうだ!, Nopperabō Da!)
19. Goru, o Cão Vadio (野良犬コロの冒険, Norainu Goro no Bōken)
20. O Cristal Branco e Negro (オクトパスの女王, Okutopasu no Ōjo)
21. A Chuva Salgada (雨雨降れ降れ!, Ame Ame Dare Dare!)
22. A Língua de Melelique (ピエロの秘密指令, Piero no Himitsu Shirei)
23. Morrendo de Rir (おもしろおかし銃, Omoshiro Okashi Tsutsu)
24. O Velho do Parque (対決! 忍者泥棒, Kessen! Ninja Dorobō)
25. O Homem-Múmia (ミイラ男の挑戦, Miira Otoko no Chōsen)
26. A Boneca (こわい! 笑う人形, Kowai! Warau Ningyō)
27. O Andróide (海を泳ぐ怪物の手, Umi o Oyogu Kaibutsu no Te)
28. As Pílulas do Amor (好き好き! 真紀, Dai Suki Dai Suki! Maki)
29. O Mapa do Tesouro (海賊の宝を探せ!, Kaizoku no Takara o Sagase!)
30. O Espelho Mágico (赤い鬼のすむ村, Akai Oni no Sumu Mura)
31. O Leque de Bananeira (危険なひょうたん, Kiken na Hyōtan)
32. O Canto do Pavão (争いを呼ぶ鳥の声, Arasoi o Yobu Tori no Koe)
33. O Cachorro Bomba (時限爆弾を抱く犬, Jigen Bakudan o Idaku Inu)
34. A Loção Milagrosa (KとMの必勝作戦, Kei to Emu no Hisshō Sakusen)
35. A Última Aventura (さようなら今日は, Sayōnara Kyō wa)
36. Até Logo, Machineman (戦いの名場面, Tatakai Meibamen)

## Distribuição no Brasil
A série foi distribuída no Brasil pela Oro Filmes, que importou o seriado da Itália juntamente com Goggle V e Sharivan. Além da divulgação televisiva, foram lançados quatro volumes em home vídeo na época, cada volume contendo dois episódios. Em 2007 a Toei Video lançou no Japão em DVD os 36 episódios, todos remasterizados digitalmente. Não há previsão de lançamento no Brasil.

## Músicas
Abertura
- "Seiun Kamen Machineman"
- Letra: Shotaro Ishinomori
- Composição: Yuji Ohno
- Arranjo: Yuji Ohno
- Artista: MoJo

Encerramento
- "Ore no Na wa Machineman"
- Letra: Saburo Yatsude
- Composição: Yuji Ohno
- Arranjo: Yuji Ohno
- Artista: MoJo